# Römisches Theater von Clunia Sulpicia

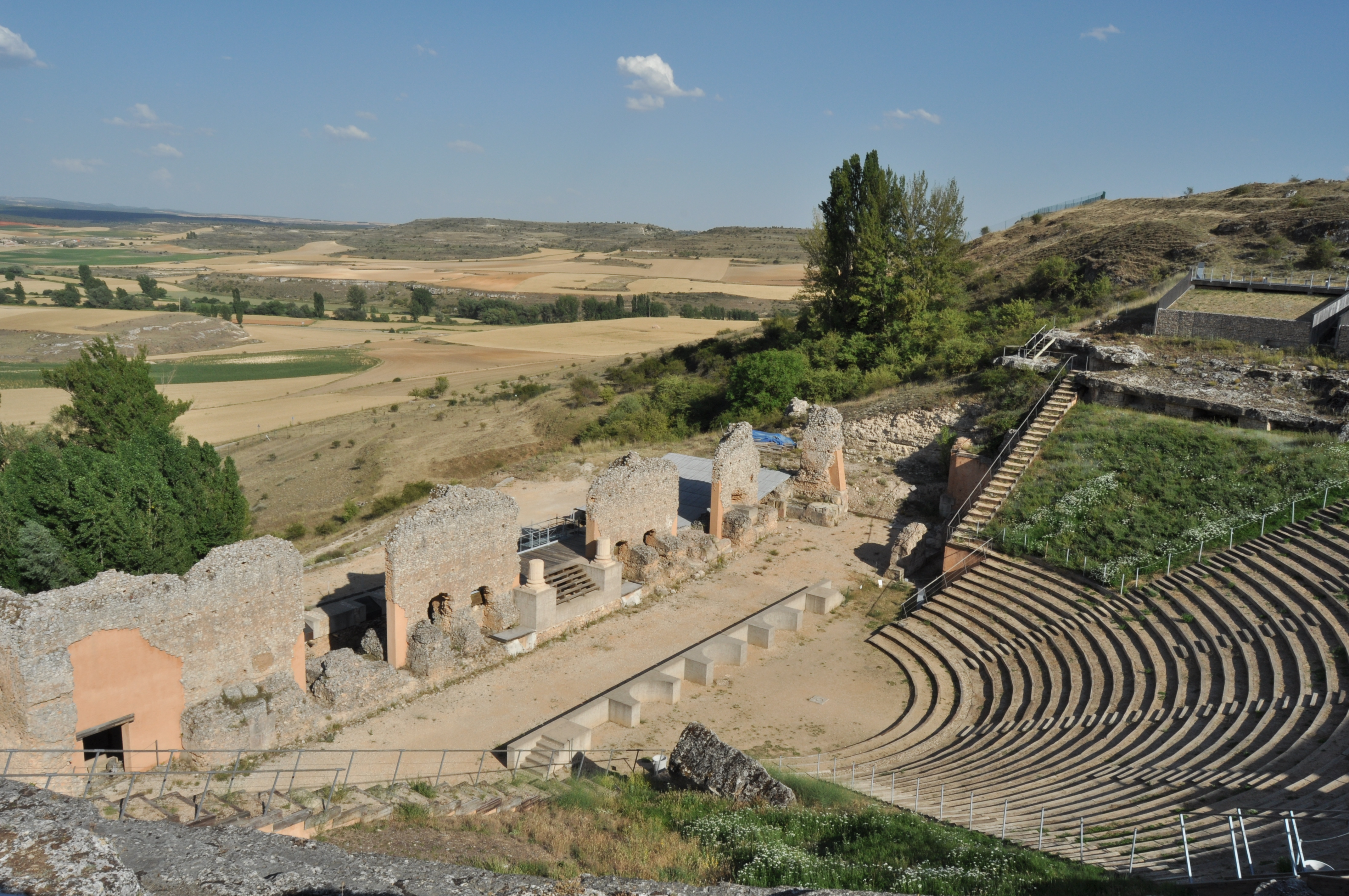
Das römische Theater von Clunia Sulpicia

Das Römische Theater von Clunia Sulpicia befindet sich in der Nähe der antiken römischen Stadt Colonia Clunia Sulpicia im Südosten der Provinz Burgos, Spanien. Es liegt zwischen den heutigen Ortschaften Coruña del Conde und Peñalba de Castro. 
Das Theater wurde vermutlich während der Regierungszeit von Tiberius (14–37 n. Chr.) errichtet. Im 2. Jahrhundert wurde es für Tier- und Gladiatorenkämpfe umgebaut.
In dem Theater fanden vermutlich zwischen 8000 und 9000 Personen Platz. Der Durchmesser des halbkreisförmigen Zuschauerraums (cavea) beträgt 50 m, die Tiefe 10 m. Der Abstand zwischen der Bühne und der obersten Sitzreihe liegt bei 56 m. Die Sitzstufen des Zuschauerraums sind in drei Abschnitte unterteilt. Der obere (summa cavea) und mittlere Abschnitt (media cavea) sind dabei direkt auf dem unterliegenden Felsgestein errichtet; nur der untere Abschnitt (ima cavea) musste abgestützt werden.